# Andreas Krämmer (Bildhauer)

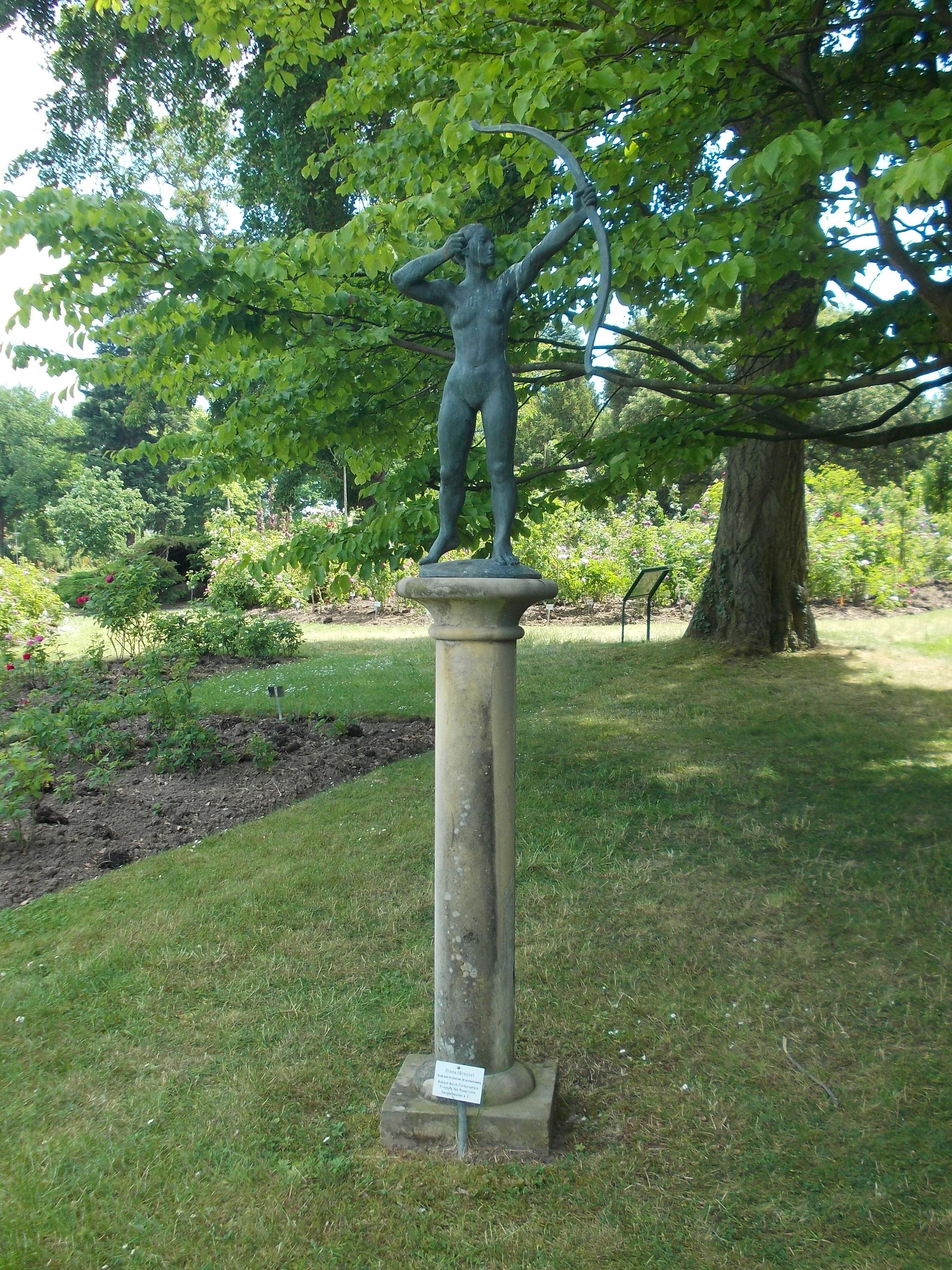
Diana

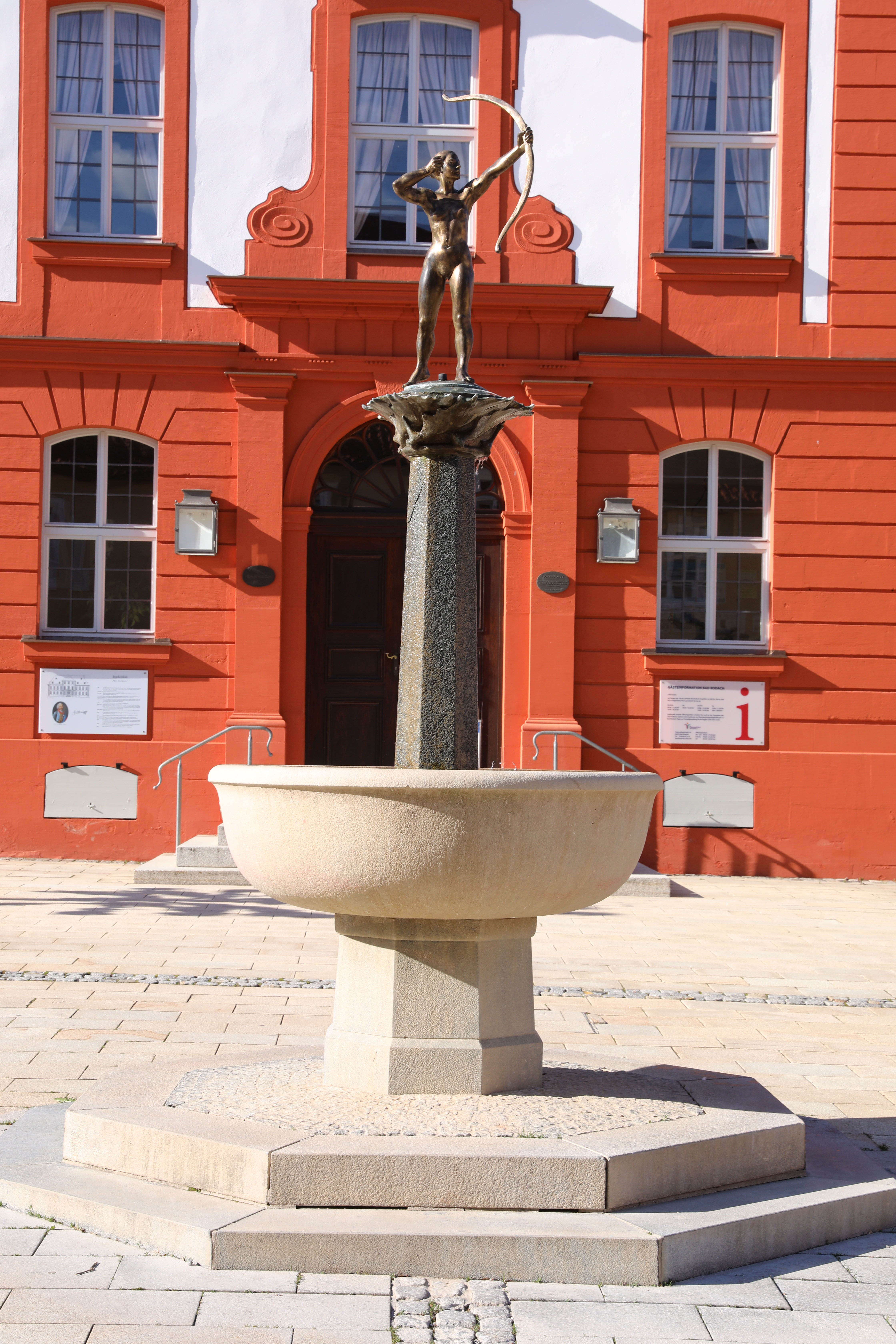
Bad Rodach, Dianabrunnen von 1993

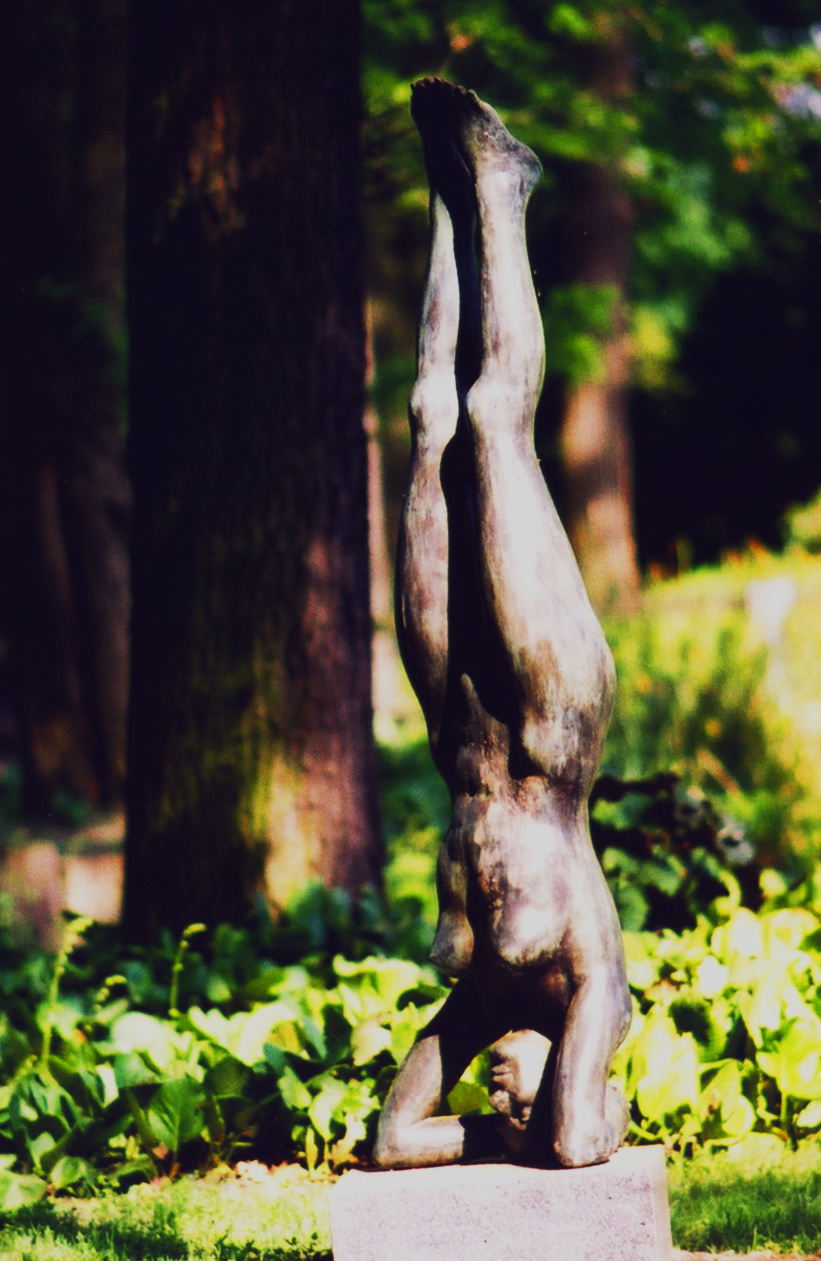
Die Kopfstehende von 1996

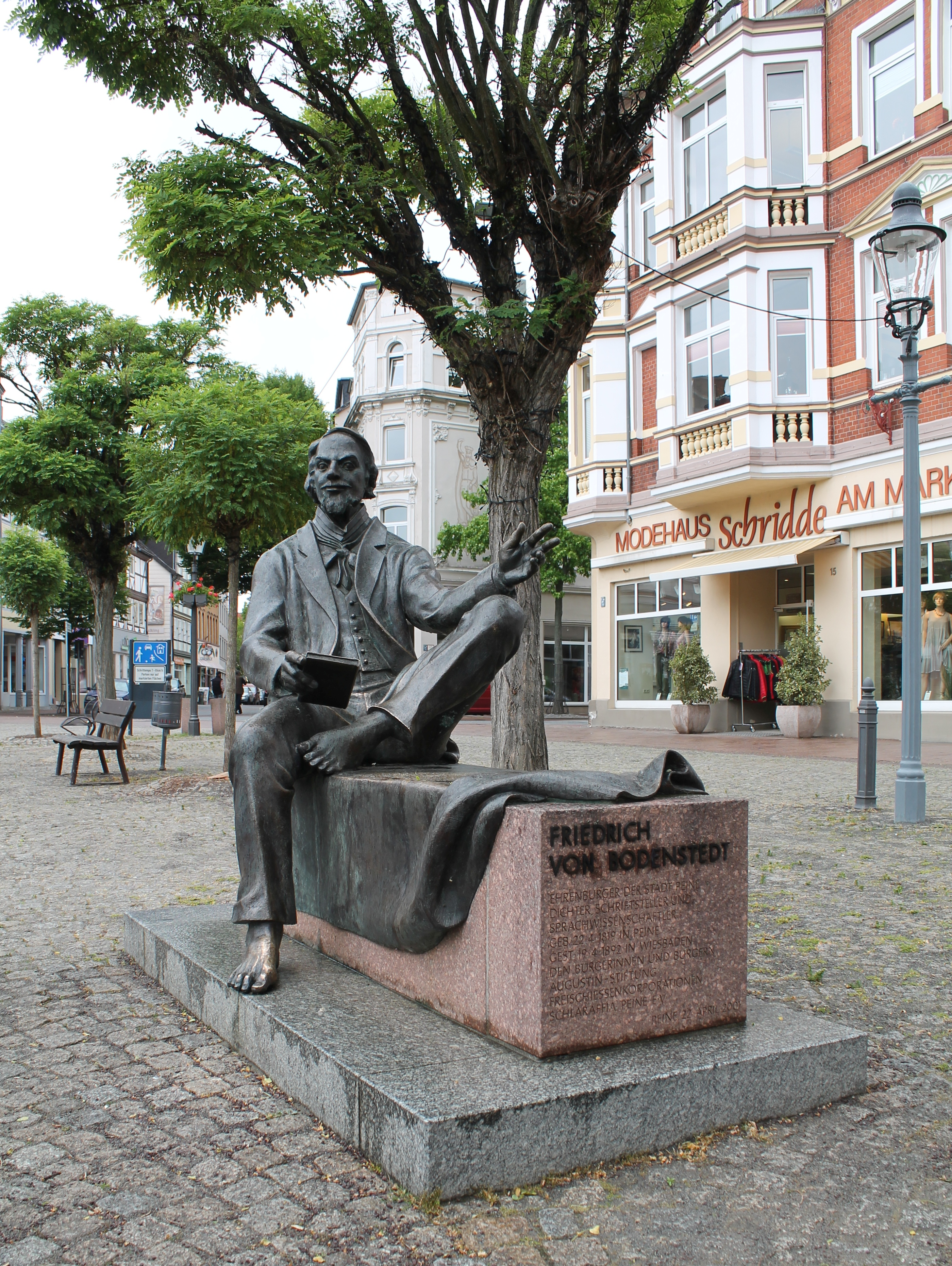
Denkmal für Friedrich von Bodenstedt von 2000

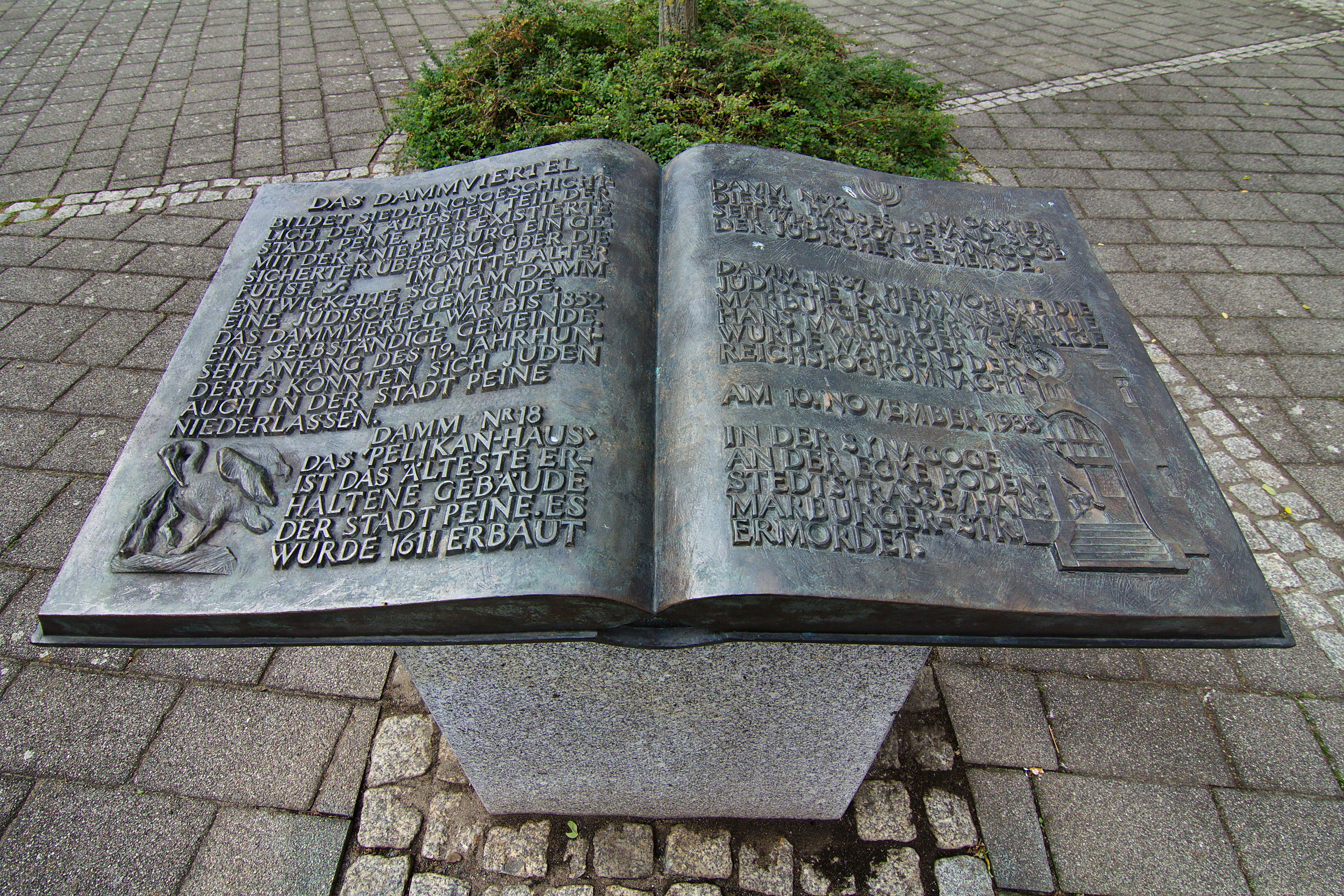
Bronzebuch Damm von 2000

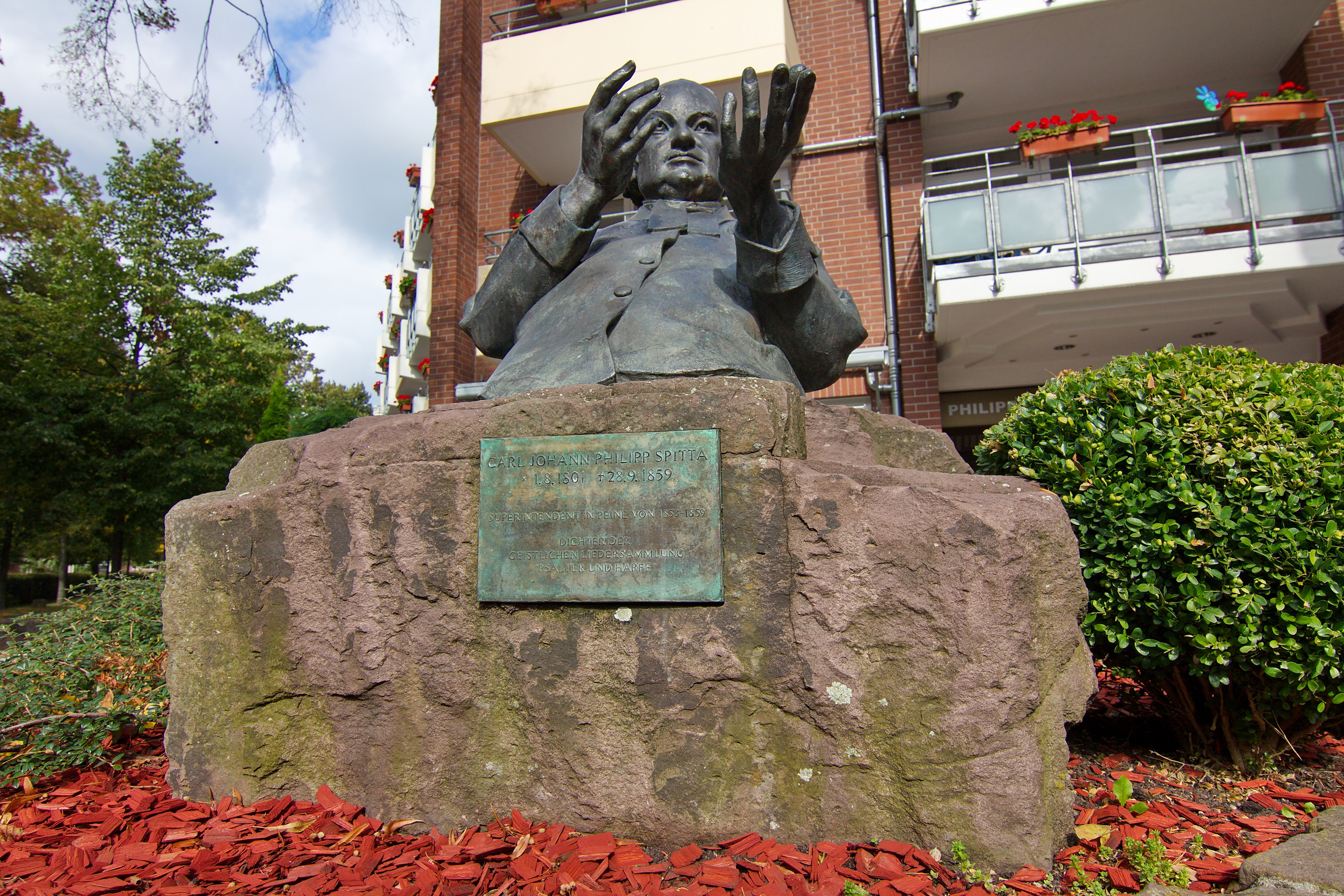
Denkmal für Philipp Spitta von 2001

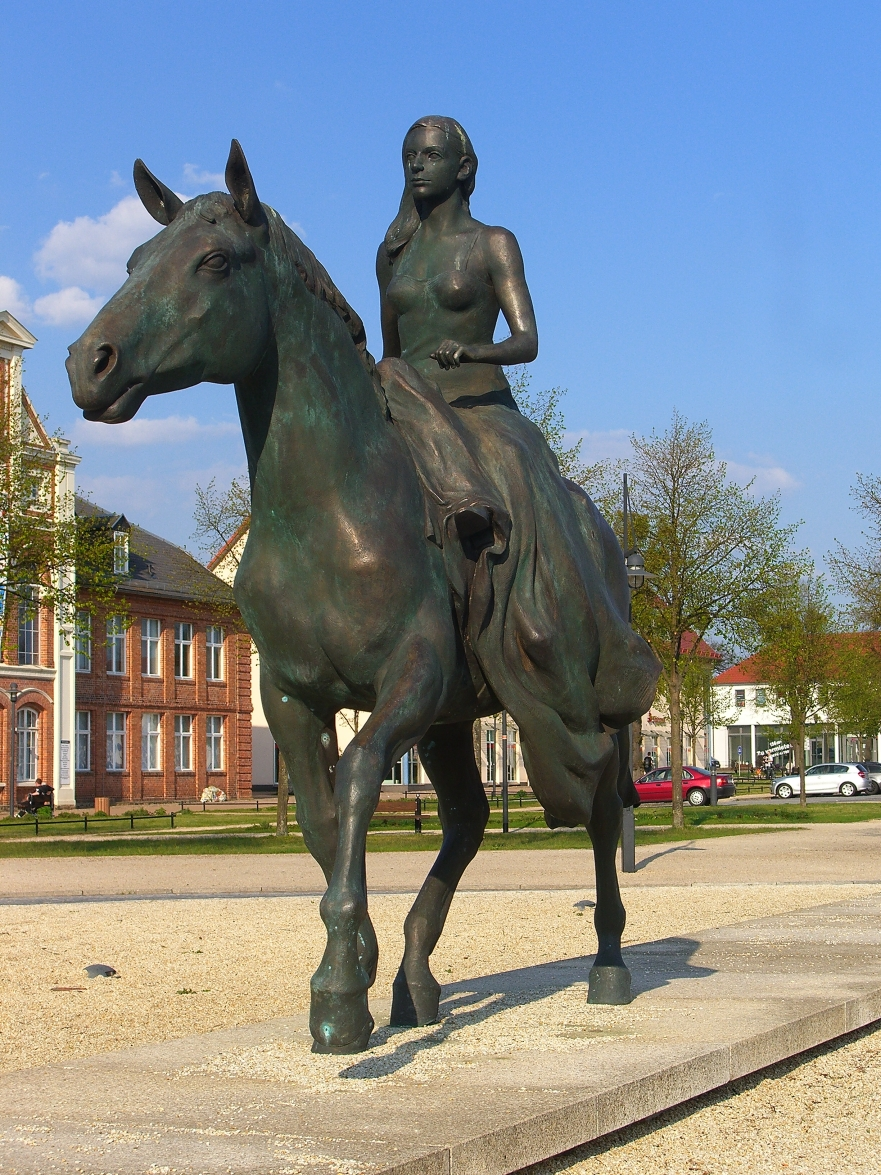
Reitende Alexandrine von 2003

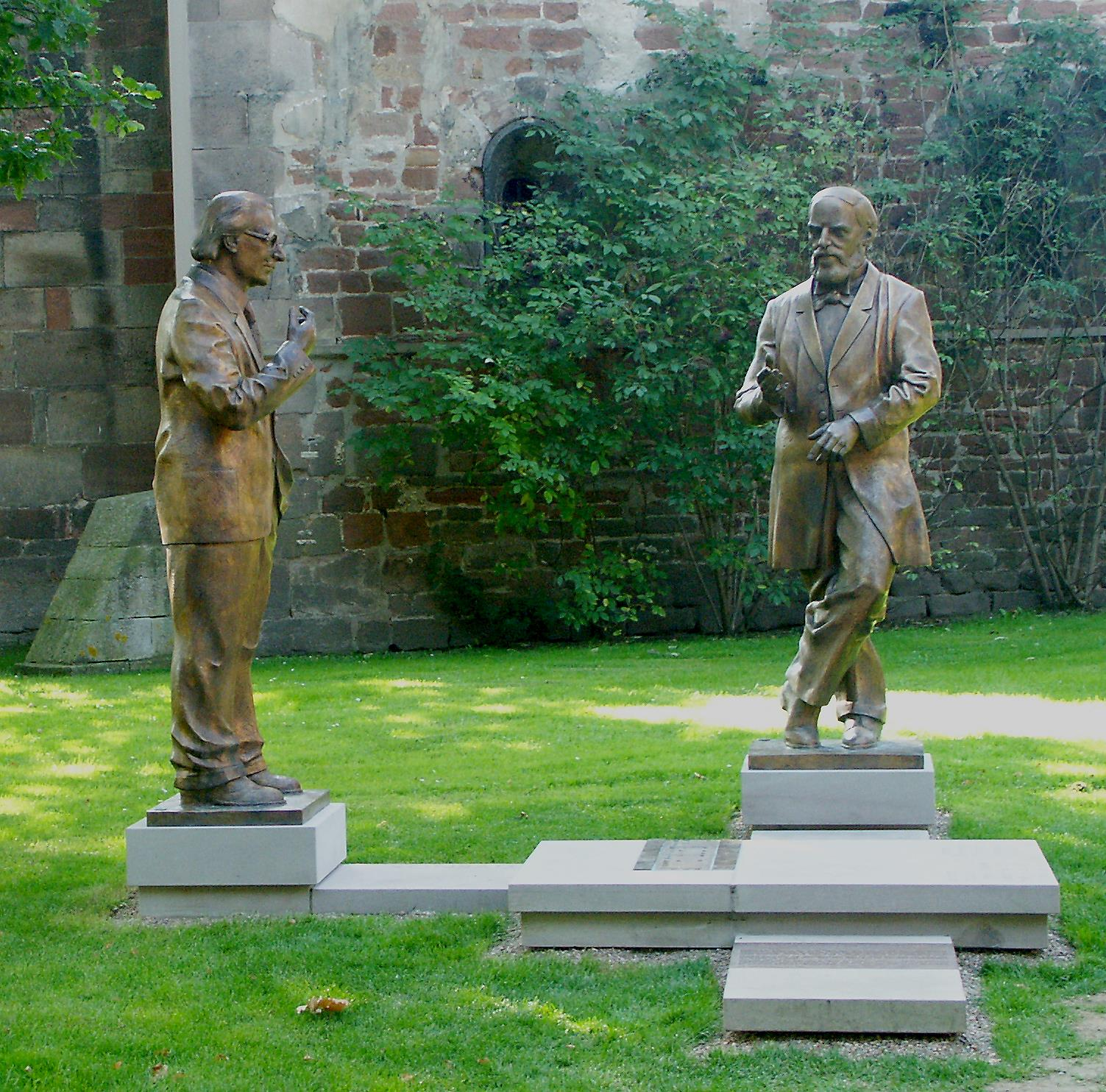
Denkmal für Konrad Duden und Konrad Zuse von 2005

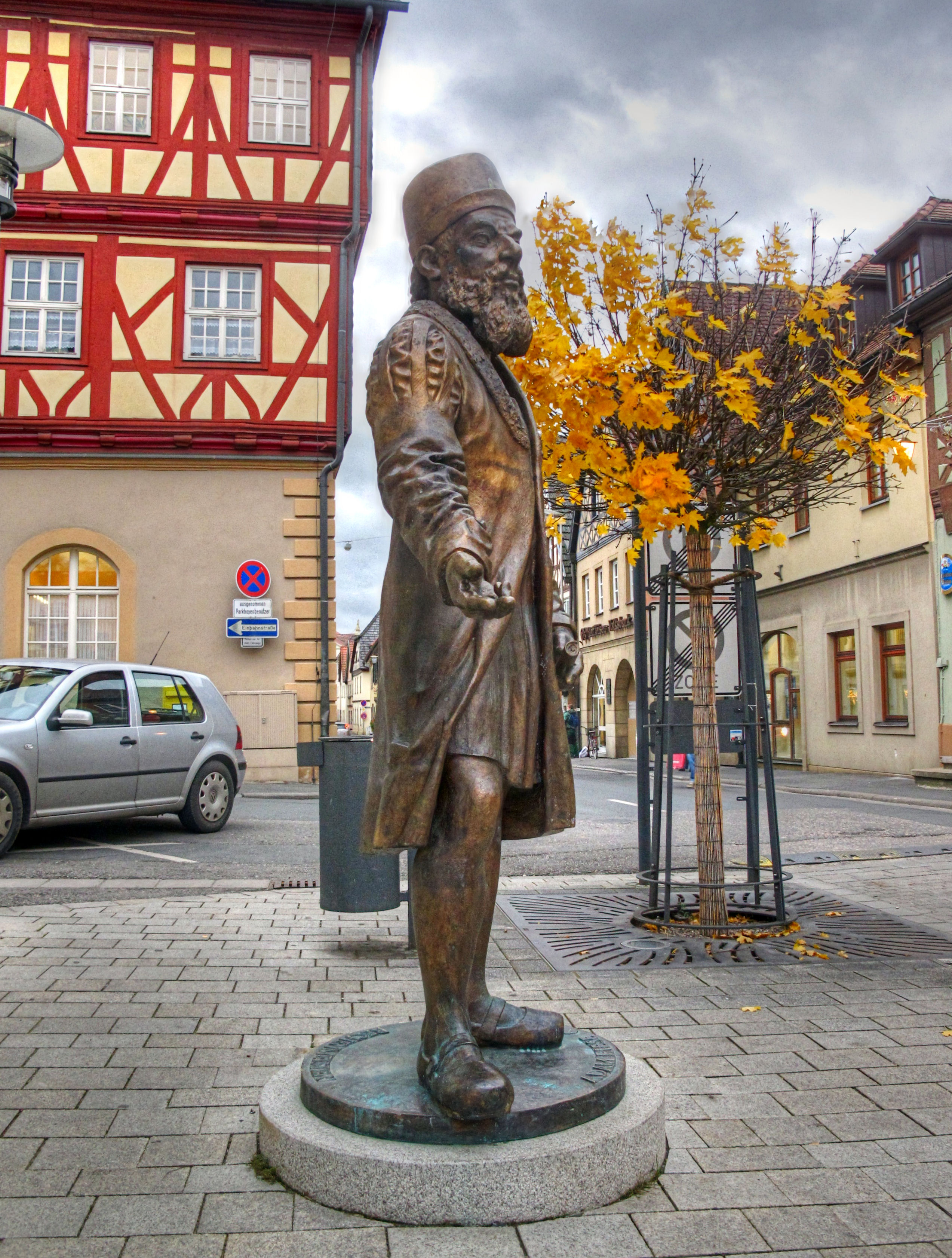
Denkmal für Adam Riese von 2009

Andreas Krämmer (* 1959 in Coburg) ist ein zeitgenössischer deutscher Bildhauer.

## Leben
Nach dem Abitur am Gymnasium Casimirianum Coburg und einer anschließenden Lehre als Steinmetz und Steinbildhauer studierte Krämmer von 1982 bis 1988 Bildhauerei an der Akademie der Bildenden Künste in Nürnberg. Krämmer wurde Meisterschüler bei Christian Höpfner. Studienschwerpunkte waren das Naturstudium und die Aktfigur. Bei einem Studienprojekt unter Mitwirkung des Architekten Alexander Freiherr von Branca zur Gestaltung des Sebalder Platzes in Nürnberg gewann Krämmer 1984 einen ersten Preis. Ebenfalls 1984 führte er den Entwurf seines Professors Christian Höpfner für eine 5 Meter hohe Sonnenstele in Marmor aus, die ein Geschenk des Siemens Konzerns für die Stadt Taif in Saudi-Arabien war. 1986 erhielt er für das Mädchen aus Ghana den Akademiepreis. Schon während seiner Studienzeit beteiligte sich Krämmer an mehreren Wettbewerben für den öffentlichen Raum, so auch 1986 für die Gestaltung der ehemaligen Synagoge in Lemgo. Im Anschluss an das Studium der Bildhauerei besuchte Krämmer von 1988 bis 1989 Vorlesungen der Architektur an der Technischen Hochschule Darmstadt.
Krämmer war von 1989 bis 1994 Assistent bei Jürgen Weber am Institut für Elementares Formen in der Ausbildung von Architekturstudenten im Fach plastisches Gestalten an der Technischen Universität Braunschweig. Die Architekturstudenten durchliefen hier ein gestalterisches Grundlehreprogramm, das auf Erkenntnissen der Wahrnehmungslehre basierte. Darüber hinaus wurden künstlerische Wahlfächer wie Aktzeichnen, Modellieren, Steinhauen und Bronzeguss unterrichtet. Von 1997 bis 2003 arbeitete Krämmer wiederholt als künstlerisch-wissenschaftlicher Mitarbeiter an der TU Braunschweig. Seit 1998 ist er Mitglied im Künstlersonderbund Deutschland. Krämmer lebt und arbeitet als freischaffender Bildhauer im oberfränkischen Ort Seßlach.

## Wirken
In seinen Arbeiten beschäftigt sich Krämmer vor allem mit der menschlichen Figur. Die klassische Aktfigur, der Torso, das Relief, die Tierplastik, das Porträt und Tanzdarstellungen, wie zum Beispiel nach seinen Zeichnungen zum Tanztheater von Pina Bausch, gehören zu seinem bisherigen Schaffen als Bildhauer. Einerseits lassen Krämmers Werke eine Traditionslinie der klassischen Moderne von Georg Kolbe über Fritz Klimsch bis hin zu Gerhard Marcks wiedererkennen, so durch seinen Lehrer Christian Höpfner repräsentiert, der Schüler von Richard Scheibe und mit Gerhard Marcks befreundet der Berliner Bildhauerschule verpflichtet war. Andererseits kam Krämmer an der Nürnberger Akademie auch mit der Münchener Bildhauerschule von Hans Wimmer durch seinen Schüler Wilhelm Uhlig, ebenfalls Professor an der Nürnberger Akademie, in Berührung. Frühe Arbeiten wie der aus schwarzem Gabbro gemeißelte Kopf Mädchen aus Ghana zeigen aber auch auf, dass Formerkenntnisse der abstrakten Kunst wieder in die figürliche Skulptur einmündeten. Aus dem Leitgedankenpaar „Anschauung und Vorstellung“ entwickelte Krämmer seine Formensprache.
Ein Schlüsselwerk ist die Kopfstehende (auch Kopfstand) von 1993, in der Naturbeobachtung und abstrakte Tektonik zu einer Art zeitgenössischer Interpretation der antiken Korenfiguren führen. Krämmer ließ sich in der jüngeren Vergangenheit zunehmend vom modernen Tanz inspirieren und zeichnete in Aufführungen vor allem von Pina Bausch, aber auch von Sasha Waltz oder von John Neumeier. Im Atelier entstanden daraufhin Skizzen und mittelgroße Plastiken von Bewegungsmotiven, die Dynamik, expressive Körperhaltungen und die Dialektik von scheinbarer Schwerelosigkeit und Erdanziehung einbezogen. Aber auch Werke, die nicht primär dem Themenkreis des Tanztheaters entstammen, leben von den dort gewonnenen Anschauungen wie das 1995 für die Braunschweiger Weststadt geschaffene Figurenpaar oder die 2002 entstandene Frau im Wind. Überwiegend arbeitet Krämmer plastisch in Ton und Gips als Vorstufe für den Bronzeguss, zum Teil aber auch in Stein. Sein zeichnerisches Werk besteht aus Aktzeichnungen und eigenständigen Themenkreisen wie die genannten Tanzzeichnungen oder Unterwasserzeichnungen.

## Werke im öffentlichen Raum (Auswahl)
- Denkmal für den Kontrabassisten und Komponisten Johann Matthias Sperger in Ludwigslust (am Schlossbassin), 2018[7][8]
- Denkmal (Büste) für Ida Noddack-Tacke, Wesel-Lackhausen, 2012[9]
- Herz über Kopf, Bronzeskulptur vor der Karl-Knauf-Halle, Iphofen, 2011
- Denkmal für Adam Riese, Bad Staffelstein, 2009[10]
- Denkmal für Konrad Zuse[11] und Konrad Duden, Park an der Stiftskirche, Bad Hersfeld, 2005
- Reitende Alexandrine, Kunst im Raum Projekt Ludwigslust, Alexandrinenplatz (zusammen mit dem Architekturatelier Berlin und Holger Lassen (* 1965), 2003)[12]
- Tanzpaar, Gemeinde Hauneck, Hessen, 2002
- Denkmal für den Theologen und Dichter Philipp Spitta (zusammen mit Holger Lassen), Peine, 2001[13]
- Denkmal für den Dichter Friedrich von Bodenstedt, Peine, Marktplatz, 2000
- Bronzebuch Damm für das ehemalige jüdische Dammviertel, Peine, 2000
- Große Hockende, Eingangsrotunde der Öffentlichen Versicherung, Braunschweig, 2000
- Die Kopfstehende, Langenhagen, 1996
- Figurenpaar, Weststadt, Braunschweig, 1995
- Dianabrunnen, Schlossplatz, Bad Rodach, 1993[1]
- Diana, Europa-Rosarium, Sangerhausen

## Werke in Privatbesitz (Auswahl)
Werke in Privatbesitz befinden sich unter anderem in Braunschweig, Hannover, Hamburg, Wuppertal, Amsterdam, Arnheim, Iphofen, München, Fulda, Heilbronn, Stuttgart, Salzburg und Esplores auf Mallorca.
- Skulpturen- und Miniaturenmuseum Kaus, Ransbach-Baumbach, Rheinland-Pfalz
- Sammlung George Economou, Athen
- Kunstsammlung der Öffentlichen Versicherung Braunschweig
- Gestüt Geiß, Mieste, Sachsen-Anhalt

## Ausstellungen (Auswahl)
- 2008: Skulpturen.SCHAU!, Weikersheim[14]
- 2007: Andreas Krämmer / Gaetano Gross, Galerie Max21, Iphofen
- 2006: 10 Jahre - 10 Künstler, Galerie Liebau, Burghaun
- 2005: Überblick 2005, Künstlersonderbund, Berlin
- 2004: re - aktion, Bildhauerklasse Prof. Höpfner 1978–2004, Ausstellungshalle Akademie der Bildenden Künste in Nürnberg
- 2003: P. Blum - A. Krämmer, Malerei + Skulptur, Galerie Liebau, Burghaun
- 2002: "...und sie erkannten, daß sie nackt waren.", Bildhauer des Künstlersonderbundes, St. Matthäus am Kulturforum, Berlin
- 2001: Mensch, Dasein, Vision, Künstlersonderbund, Berlin
- 2000: 99 Standpunkte, Skulpturenprojekt, Langenhagen
- 1999: Dollinger, Krämmer, Richter, Kunstverein Coburg
- 1998: Eros und Tod, A. Krämmer Plastiken + Fotografien aus dem Stadtarchiv Magdeburg, Galerie Himmelreich, Magdeburg
- 1997: A. Krämmer, Plastiken, Städtische Galerie Stralsund
- 1996: Große Kunstausstellung, Haus der Kunst, München
- 1995: A. Krämmer, Plastik und Zeichnung, Galerie im Haus Weißer Engel, Quedlinburg
- 1994: Torso, Bildhauergalerie Messer-Ladwig, Berlin
- 1993: Skulpturen im Rosengarten, Sangerhausen
- 1992: Sechs Bildhauer, Galerie Hohe Straße, Dieburg
- 1991: Grenzenlos, Torhausgalerie, Braunschweig
- 1990: Klasse Höpfner, Akademie der Bildenden Künste in Nürnberg
- 1988: Gegenständliche Künstler, Evangelische Akademie, Bad Segeberg
- 1987: Kleinplastik im Eisenturm, Kunstverein Eisenturm Mainz
- 1986: Kleinplastik. Entwurf + Ausführung, Kunstverein Coburg[15]

## Preise und Auszeichnungen
- 2017: Wolfgang-Klähn-Preis des Gesamtverbandes des Hamburger Handwerks[16]
- 1996: Aufenthalt im Künstlerhaus Lukas der Stiftung Kulturfonds in Ahrenshoop
- 1996: Gerhard-Marcks-Stipendium des Kultusministerium von Mecklenburg-Vorpommern
- 1987: Förderpreis der Stadt Coburg für Bildende Kunst
- 1986: Akademiepreis der Akademie der Bildenden Künste Nürnberg
- 1985: Stipendium des Bayerischen Kultusministeriums für Salzburg[1]